# Śmigus-dyngus

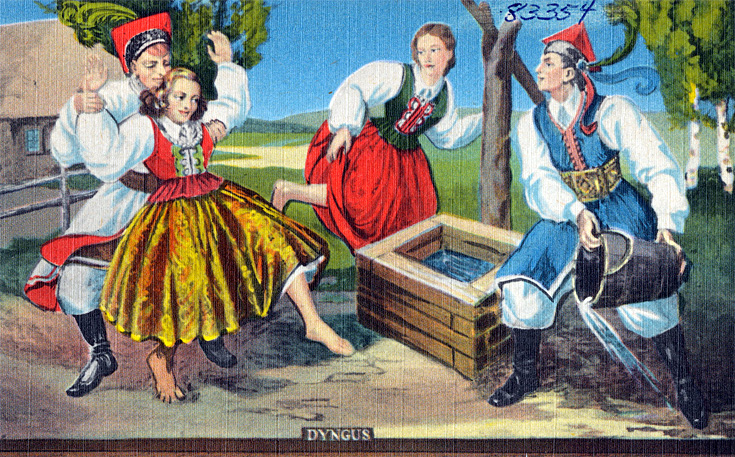
Rimorchiare una ragazza polacca nel śmigus-dyngus

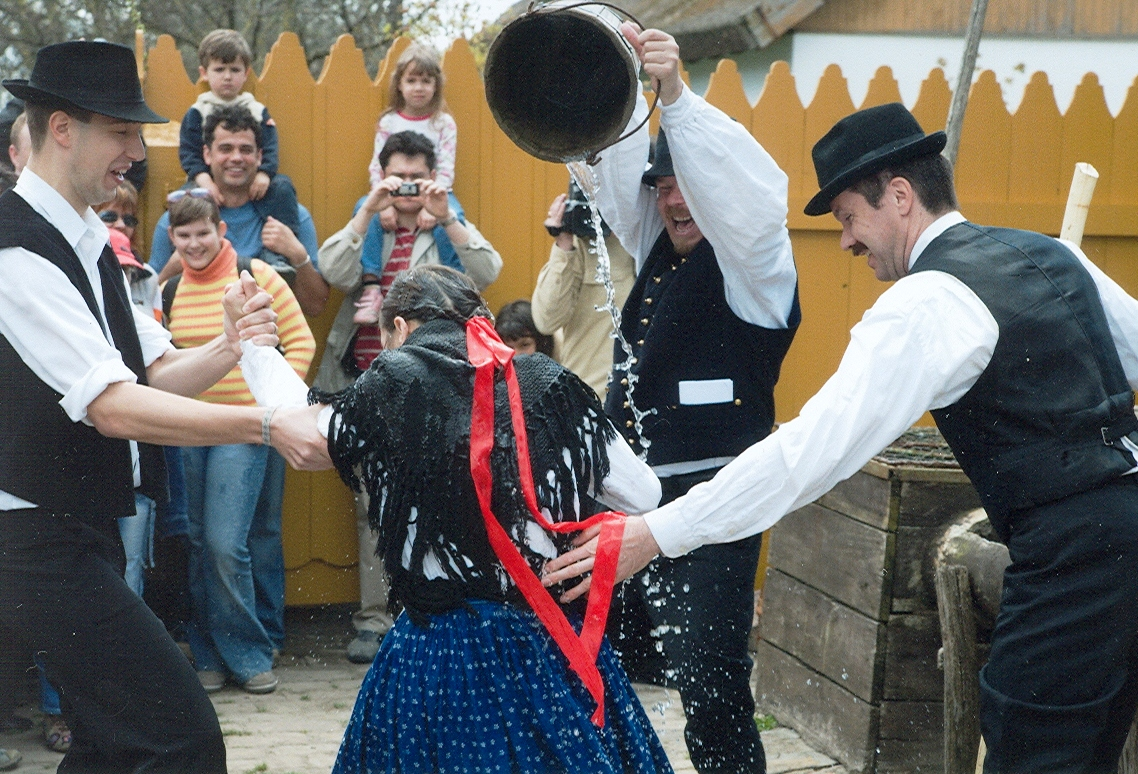
Esecuzione del śmigus-dyngus in Ungheria

Śmigus-dyngus (lett. "lunes schizzato", "bagnato" o "spruzzato") si tratta di una tradizione e di una celebrazione cattolica, legata al Lunedì di Pasqua.  Si celebra principalmente nell'Europa centrale, in particolare in Polonia, ma anche in Ungheria (locsolkodás), Repubblica Ceca (oblévačka) e Slovacchia (oblievačka o kúpačka). 
Lo śmigus consisteva nel battersi simbolicamente le gambe con rami di salice o di palma e nello spruzzarsi acqua a vicenda, il che simboleggiava la purificazione primaverile dallo sporco e dalle malattie e, in seguito, anche dai peccati. Allo "śmigus" si aggiunse l'usanza del "dyngusar", che consentì di sostituire l'ammollo con le uova di Pasqua dipinte. Non è certo quando queste due usanze vennero unificate.

## Origine del nome
In polacco il dyngus era chiamato włóczebny. Deriva dall'usanza primaverile di far visita ad amici e parenti portando con sé uno spuntino tipico polacco, un regalo e scorte di cibo per il viaggio. La visita è stata accompagnata da canti popolari e religiosi. Per le persone più umili, che non avevano amici ricchi, i "dyngus" arricchivano il menù e permettevano di provare piatti insoliti.  Si riteneva che i włóczebnicy, i visitatori, portassero fortuna. Se non venivano ricompensati adeguatamente per il loro servizio, con squisiti bocconcini e uova, facevano scherzi spiacevoli ai padroni di casa (primo segno di sfortuna per gli avidi padroni).
La parola dyngus deriva dal termine tedesco dingen (= pagare il riscatto). Ma dobbiamo ricordare che l'usanza di raccogliere l'elemosina durante una visita non compare solo durante il tempo della Settimana Santa, ma anche durante quello dei Re Magi e durante quello della camminare con l'orso (chodzenie z niedźwiedziemen) che si celebrava nella parte della Slesia attorno a Opole l'ultimo giorno del carnevale. Ma in nessuna di queste celebrazioni, anche se ce lo si potrebbe aspettare, compare la parola dyngus.
Un altro argomento che nega l'origine tedesca della parola dyngus potrebbe essere la piccola opera d'arte di un nobile anonimo con il titolo L'opera della legge diabolica contro la specie umana (Postępek prawa czartowskiego przeciw rodzajowi ludzkiemu), pubblicato nel 1570 a Brest, Lituania (ora parte della Bielorussia) da Cyprian Bazylik. Tra un centinaio di diavoli, le loro sorelle e i loro assistenti, l'autore nomina 33 diavoli polacchi, tra cui Dyngus.

## Le menzioni più antiche
Fino al XV secolo, il dyngus e lo śmigus erano usanze distinte. Col tempo si fusero in un tutt'uno e divennero indistinguibili l'uno dall'altro. Il termine śmigus-dyngus è apparso nel 1958 nel Dizionario della lingua polacca (Słownik poprawnej polszczyzny) di Stanisław Szober. Questo tipo di interpretazione non è unico, poiché nelle memorie del sacerdote Jędrzej Kitowicz, del periodo sassone (1697-1763), l'autore non distingue specificamente tra śmigus e dyngus; Si richiama inoltre l'attenzione sul fatto che l'usanza, nella sua forma tradizionale, è rimasta solo nei villaggi. Nelle città, lo śmigus divenne un'usanza marginale a causa della grande disuguaglianza nella società (un aristocratico o uno straniero che si bagnava avrebbe potuto non apprezzare i benefici dell'acqua) e della presenza della polizia locale che manteneva l'ordine.
In Polonia le prime menzioni documentate delle usanze degli śmigus-dyngus risalgono al XV secolo. Sono inserite nelle norme del Sinodo del vescovo di Poznań del 1420 con il titolo Dingus prohibetur e mettono in guardia contro pratiche che hanno un background indubbiamente peccaminoso.
Nella sua enciclopedia Nuova Atene (Nowe Ateny), il sacerdote Benedykt Chmielowski afferma che lo śmigus era già praticato in Polonia intorno al 750, molto prima che la Polonia accettasse il cristianesimo come religione ufficiale. Re Ladislao Jagellone II. Racconta che dopo essersi bagnato nella botte si copriva il corpo con rami di salice. Qualche secolo prima, data la mancanza di botti, questa usanza pagana (la Chiesa considerava peccato fare il bagno) poteva essere praticata insieme nel fiume. Questa origine può essere confermata anche dal fatto che fino al 1920 in Pomerania, dove originariamente vivevano baltici e prussiani, era inizialmente sconosciuto l'uso di sguazzare nell'acqua.
La Chiesa non fu in grado di combattere lo śmigus e così lo trasformò e lo inserì nel suo calendario festivo.  L'usanza di percuotere con i rami è simile alla festa romana dei Lupercalia. La somiglianza è di natura molto preistorica, anche se non si può escludere che questa usanza sia arrivata in Polonia all'inizio della fondazione dello Stato polacco insieme a sacerdoti o monaci provenienti dall'Italia.
L'azione di spruzzatura era più importante per le giovani donne, per una ragazza che non veniva spruzzata o picchiata, si arrabbiavano e si preoccupavano, poiché ciò significava che gli uomini non mostravano molto interesse nei suoi confronti e, di conseguenza, finivano per essere zitella.  In precedenza, alle ragazze era consentito disputare la rivincita solo il giorno seguente, il martedì (giorno festivo simile al lunedì).

## Differenze regionali
Nella regione di Cieszyn (Slesia), la percossatura con rami viene interpretata come l'essiccazione necessaria dopo la precedente irrorazione con acqua. Si credeva in genere che essere spruzzati con acqua avrebbe prevenuto le malattie e favorito la fertilità, il che spiega perché le ragazze in età fertile ne fossero maggiormente colpite.
L'ambiguità del simbolo dell'acqua consente di dare diverse interpretazioni. Sembra ragionevole supporre che l'usanza di aspergere l'acqua affondi le sue radici nelle tradizioni pagane e rappresenti la gioia con l'avvicinarsi dell'inverno.  Nei tempi antichi, il "Lunedì Schizzato" aveva una cerimonia più sontuosa. Lo confermano le tradizioni che si mantengono ovunque con buoni raccolti. I contadini uscivano all'alba nei loro campi e li aspergevano con acqua santa. Si fecero il segno della croce e piantarono nel terreno piccole croci fatte con i rami benedetti della Domenica delle Palme. L'obiettivo era garantire un buon raccolto e proteggerlo dalla grandine. Allo stesso scopo, i campi venivano circondati durante una processione a cavallo. Queste usanze sopravvivono ancora nelle campagne, soprattutto nella Polonia meridionale.

## Il śmigus-dyngus moderno
Al giorno d'oggi di śmigus-dyngus è una barzelletta popolare. Negli Stati Uniti, gli emigranti polacchi mantennero le loro usanze pasquali aggiungendo elementi patriottici americani.